# Ярантовічкі
Ярантовічкі (пол. Jarantowiczki, нім. Klein Arnoldsdorf) — село в Польщі, у гміні Ринськ Вомбжезького повіту Куявсько-Поморського воєводства.